# Sistotrema adnatum
Sistotrema adnatum é uma espécie de fungo pertence à família Hydnaceae.